# 鮑斯特靈鎮區 (明尼蘇達州艾塔斯卡縣)
鮑斯特靈鎮區（英語：Bowstring Township）是位於美國明尼蘇達州艾塔斯卡縣的一個行政鎮區。

## 地方資料
鮑斯特靈鎮區的面積為92.88平方千米，當中陸地面積為68.73平方千米，而水域面積為24.15平方千米。根據2020年美國人口普查的數據，當地共有人口212人，而人口密度為每平方千米2.28人。